# Eobrachychthonius latior
Eobrachychthonius latior är en kvalsterart som först beskrevs av Berlese 1910.  Eobrachychthonius latior ingår i släktet Eobrachychthonius och familjen Brachychthoniidae. Inga underarter finns listade i Catalogue of Life.